# 雪莉·平托
雪莉·平托（希伯來語：‎，1989年3月15日—）她是以色列议会的成员，也是一位为聋哑人和听力障碍人士争取权利的以色列活动家。

## 生平
聋父母的女儿。她的母亲又聋又瞎，是以色列聋哑人剧院 ”纳拉加特”（希伯來語：נא לגעת)的成员，该组织的演出以以色列手语进行。
精通以色列手语。以色列聋人研究中心成员（希伯來語：המרכז הישראלי ללימודי חירשות)。

## 政治生涯
平托于 2019 年开始参与新右翼 (以色列)（希伯來語：ימין חדש）政党的政治活动。 平托于 2021 年与右傾 (政黨聯盟)（希伯來語：ימינה）一起参选，是以色列第一位被选入以色列议会的聋人。 2021 年 7 月 12 日，平托在以色列议会全体会议上首次发表演讲。